# Rue Piquemil
La rue Piquemil (en occitan : carrièra Picamilh) est une voie de Toulouse, chef-lieu de la région Occitanie, dans le Midi de la France.

## Situation et accès

### Description
La rue Piquemil est une voie publique. Elle se trouve dans le quartier Saint-Cyprien. Elle est longue de  mètres.
Elle naît perpendiculairement à la rue Réclusane, à l'angle de la rue du Pont-Saint-Pierre. Longue de 67 mètres, large d'à peine 5 mètres, elle est rectiligne et orientée au nord. Elle se termine au carrefour de la rue Amparo-Poch-y-Gascón.
La chaussée compte une seule voie de circulation automobile à sens unique, depuis la rue Amparo-Poch-y-Gascón vers la rue Réclusane. Elle appartient à une zone de rencontre et la vitesse y est limitée à 20 km/h. Il n'existe pas de piste, ni de bande cyclable, quoiqu'elle soit à double-sens cyclable.

### Voies rencontrées
La rue Piquemil rencontre les voies suivantes, dans l'ordre des numéros croissants (« g » indique que la rue se situe à gauche, « d » à droite) :
1. Rue du Pont-Saint-Pierre (g)
2. Rue Réclusane (d)
3. Rue Amparo-Poch-y-Gascón

## Odonymie
L'origine du nom de la rue Piquemil est ancienne, puisqu'elle est connue au XVIe siècle déjà. Elle n'en reste pas moins obscure : si, en occitan, ce nom évoque l'agriculture (pica milh, « [qui] bat le mil » en français), il peut également se rapporter à un nom de famille ou au surnom d'un de ses habitants.
Aux XVIIe et XVIIIe siècles, on lui trouve également le nom de rue de la Trilhe ou de la Treille. Il avait déjà existé plusieurs rues de ce nom. Entre les XIVe et XVIe siècles, c'était celui de la rue qui allait de la place Rouaix à la place de la Trinité, et parfois désignée comme la rue de la Trilhe-de-Rouaix (actuelle rue de la Trinité). Une troisième, enfin, était déjà au XIIIe siècle connue comme la rue de la Trilhe ou de la Trilhe-Montoulieu. Toutes ces rues devaient probablement leur nom à une auberge à l'enseigne de la Trilhe ou de la Treille (trilha en occitan).
En 1794, pendant la Révolution française, la rue de la Trilhe devint la rue les Délices. Il ne fut pas conservé et la rue Piquemil retrouva définitivement son ancien nom.

## Histoire

### Moyen Âge et période moderne
Au Moyen Âge, la rue Piquemil appartient au capitoulat de la Daurade. Elle est une des nombreuses rues étroites du faubourg Saint-Cyprien, qui se développe à partir du XIIe siècle sur la rive gauche de la Garonne. Elle relie la rue Réclusane et la place de l'Estrapade, qui forment le cœur du faubourg, aux rives du fleuve (emplacement de l'actuel quai de l'Exil-Républicain-Espagnol). C'est d'ailleurs là que s'élève, près du rempart, un hôpital pour les pèlerins (actuel hôpital de La Grave, place Bernard-Lange), l'hospitale de Grava. Le reste de la rue est largement bordé de jardins et les constructions s'élèvent pour la plupart du côté de la rue Réclusane.
En 1647, l'hôpital de Peste devient un hôpital général : l'afflux important de pauvres vers Toulouse mène les autorités à mettre en œuvre une politique de « grand renfermement » des pauvres, dont les buts sont de les soigner, les nourrir et les instruire, mais aussi de les séparer du reste de la population. L'hôpital général Saint-Joseph est rapidement surchargé et ne peut accueillir tous les pauvres de la ville : entre 1661 et 1687, des travaux d'agrandissement sont menés. Ils mènent à l'élévation de nouveaux bâtiments en bordure de la rue Piquemil. Au milieu du XVIIIe siècle, l'accès à la Garonne est définitivement coupé, d'une part par la construction de la chapelle Saint-Joseph, et d'autre part par l'élévation d'un mur de digue, le long de la rue Neuve-de-l'Hôpital (actuelle rue Charles-Viguerie), afin de protéger le faubourg contre les crues du fleuve.

### Époque contemporaine

Les destructions de la crue de 1875 dans la rue Piquemil et la rue du Pont-Saint-Pierre (Eugène Trutat, muséum d'histoire naturelle).

Au début du XIXe siècle, la rue Piquemil est définitivement amputée de sa partie nord, absorbée dans l'enclos de l'hôpital Saint-Joseph-de-la-Grave, tandis qu'une nouvelle voie (première partie de l'actuelle rue Amparo-Poch-y-Gascón) est percée à travers les jardins pour relier la rue Piquemil à la rue Saint-Joseph-de-la-Grave (actuelle rue du Pont-Saint-Pierre). En 1875, la crue de la Garonne provoque des destructions importantes : toutes les maisons du côté est de la rue Piquemil, qui subissent des dommages, sont reconstruites dans les années suivantes.
Dans la deuxième moitié du XXe siècle, le Centre régional anticancéreux est construit au nord de la rue Piquemil.
En 2014, la fusion du Centre régional anticancéreux, devenu Institut Claudius-Regaud en 1973, au sein de l'Oncopole (actuel no 1 avenue Irène-Joliot-Curie), provoque de nouveaux bouleversements pour la rue Piquemil. En 2019, l'ensemble des bâtiments de l'Institut Claudius-Regaud sont démolis au profit de la réalisation d'une vaste opération immobilière portée par Kaufman & Broad, la Cour du Dôme. De plus, la nouvelle résidence est déservie par une voie nouvelle, la rue Amparo-Poch-y-Gascón, entre la rue du Pont-Saint-Pierre et la rue des Dames-de-la-Porte, absorbant la deuxième partie de la rue Piquemil.